# 朴元錫
朴 元錫（パク・ウォンソク、박원석）は大日本帝国陸軍の軍人及び大韓民国の軍人、政治家、企業家。本貫は密陽朴氏。創氏改名時の日本名は徳田元教。

## 経歴
1923年3月、忠清南道大徳で生まれる。1941年、大田公立中学校卒業。1942年4月、陸軍予科士官学校入学。1945年3月、陸軍航空士官学校第58期卒業。同年7月1日、陸軍少尉任官。ソ連の参戦に対応するため、南満地区の飛行場に配属され、司令部偵察機を操縦した。終戦後は満州国軍出身朝鮮人将校が組織した新京保安司令部で活動。
1948年4月、陸軍士官学校第5期卒業、任少尉（軍番50020番）。第2連隊に配属。同年7月、航空基地司令部整備中隊長。
1949年、空軍士官学校教授処長（大尉）。同年2月、軍内の左翼を除去する粛軍事業により、朴正熙と共に南労党に関与した疑いで陸軍本部情報局に連行され調査を受けたが、校長の金貞烈の救命運動によって解放された。
1952年6月、第1戦闘飛行団参謀長兼作戦処長。同年10月、空軍本部作戦局長。
1953年4月、空軍士官学校副校長兼教授部長。同年12月、第1訓練飛行団副団長。
1956年7月、空軍大学総長。
1958年6月、空軍本部軍需局長。
1960年8月、空軍士官学校校長。
1962年8月、参謀次長、任少将。
1963年2月、中央情報部次長。同年7月、国家再建最高会議最高委員・外務国防委員長。
1964年8月、参謀総長、任中将。在任中、北朝鮮空軍がMiG-17やMiG-21を保有すると、これに対応してF-5A/Bを導入した。また韓国軍のベトナム戦争派兵では空輸任務を担当し、負傷患者および物資輸送のためC-54輸送機を導入した。ほかに軍需司令部を創設するなど軍需能力を向上させた。
1966年8月、予備役編入。同年9月、大韓石油公社社長。雙龍精油設立に寄与した。
2008年4月29日に民族問題研究所と親日人名辞典編纂委員会が発表した親日人名辞典収録対象者軍部門に記載。

## 学歴
- 1945年3月 陸軍航空士官学校第58期卒業
- 1948年4月 韓国陸軍士官学校第5期卒業
- 1952年10月 陸軍大学第2期卒業
- 1955年12月 アメリカ空軍大学修了

## 叙勲
- 銀星忠武武功勲章 - 1951年
- 共匪討伐記章 - 1952年
- 朝鮮戦争従軍記章（英語版） - 1952年
- 大統領綬章 - 1952年
- 金星忠武武功勲章 - 1953年
- 大統領綬章 - 1954年
- 無星乙支武功勲章 - 1954年
- 国連従軍記章（英語版） - 1954年
- 三等勤務功労勲章 - 1962年
- 一等勤務功労勲章 - 1963年
- ベトナム韓国特殊勲章二等 - 1965年
- 大授雲麾勲章 - 1965年
- 功労勲章 - 1965年